# Gualchos
Gualchos ist eine Gemeinde in der Provinz Granada im Südosten Spaniens mit 5.309 Einwohnern (Stand: 2024). Die Gemeinde liegt in der Comarca Costa Tropical. In der Gemeinde befindet sich der Touristenort Castell de Ferro.

## Geografie
Die Gemeinde grenzt an die Gemeinden Lújar und Motril. Sie besitzt auch einen Küstenstreifen am Mittelmeer.

## Geschichte
Die Gemeinde wurde Mitte des 19. Jahrhunderts von Motril abhängig. Die Region erlebte eine historische Blütezeit in der Ära von Al-Andalus.

## Demografie
| 1842  | 1900  | 1930  | 1950  | 1970  | 1980  | 1990  | 2000  | 2010  | 2020  |
| ----- | ----- | ----- | ----- | ----- | ----- | ----- | ----- | ----- | ----- |
| 2.998 | 3.336 | 2.500 | 2.752 | 2.849 | 2.912 | 2.984 | 2.759 | 4.530 | 5.224 |